# 乔明甫
乔明甫（1912年—1999年），又名乔若明、郭沐生，男，山西夏县人，中华人民共和国政治人物、书法家，曾任河南省人大常委会副主任，第六、七届全国政协委员。